# Dendrobium purpureum
Dendrobium purpureum är en orkidéart som beskrevs av William Roxburgh. Dendrobium purpureum ingår i släktet Dendrobium, och familjen orkidéer.

## Underarter
Arten delas in i följande underarter:
- D. p. candidulum
- D. p. purpureum

## Bildgalleri

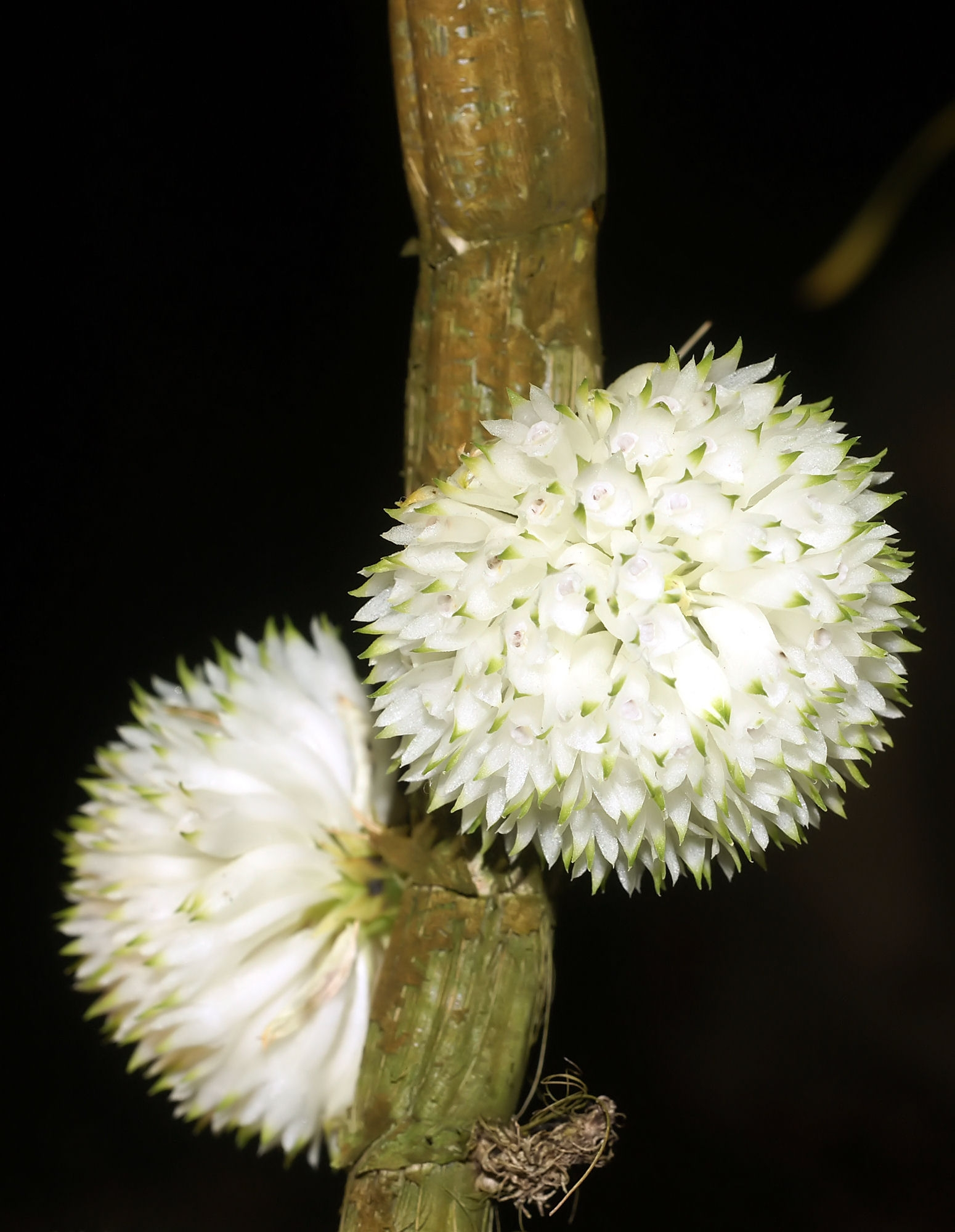
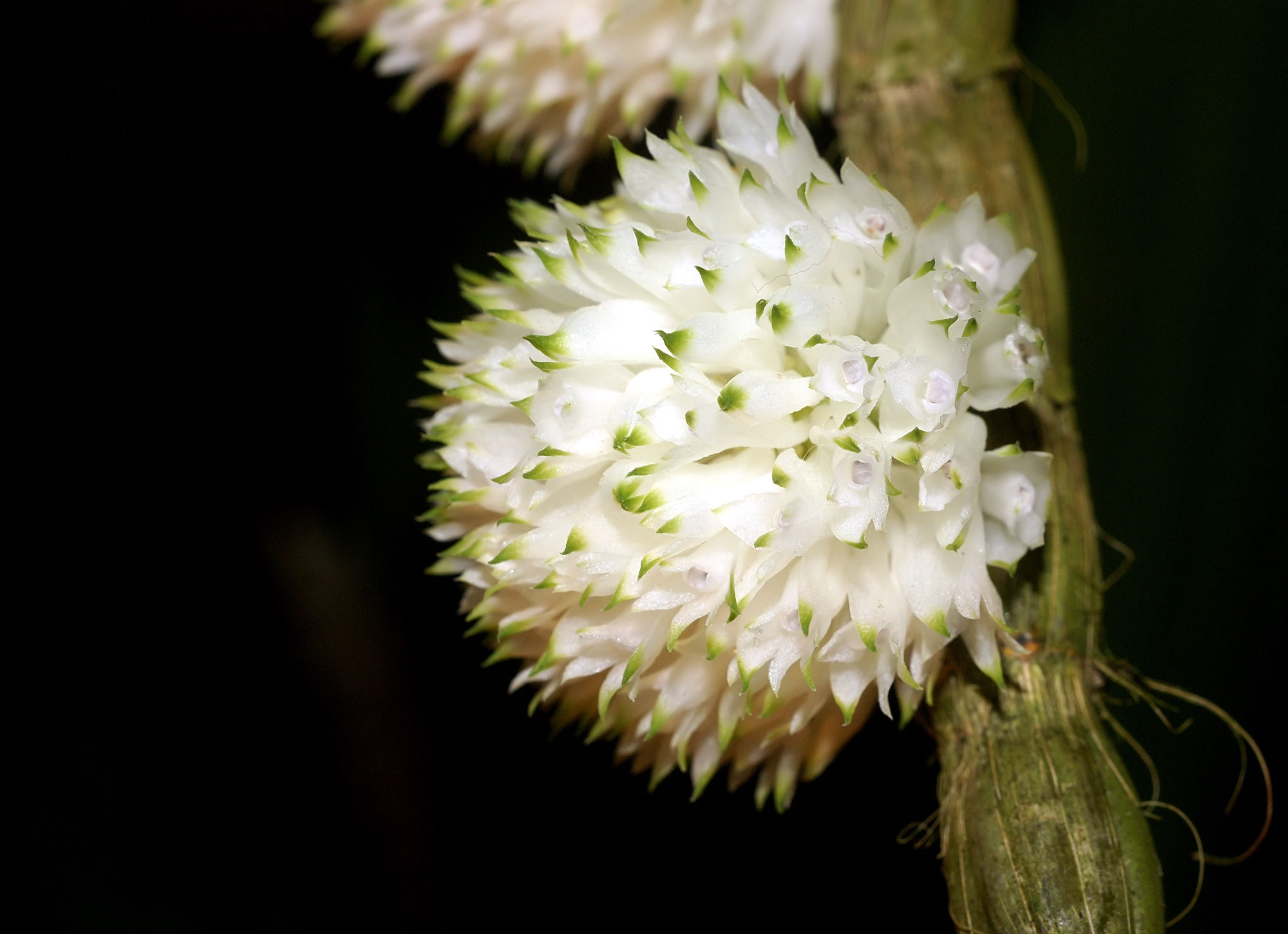